# Tim Kaine
Timothy Michael Kaine, známý jako Tim Kaine (* 26. února 1958, Saint Paul, Minnesota) je americký politik za Demokratickou stranu, od roku 2013 senátor za stát Virginie, mezi lety 2006 až 2010 její guvernér. Dne 22. července 2016 Hillary Clintonová oznámila, že si Kaina vybrala jako kandidáta na viceprezidenta do amerických listopadových voleb.

## Původ a mládí
Kaine se narodil v hlavním městě amerického státu Minnesota jako nejstarší ze tří synů. Jeho otec, Albert Alexander Kaine mladší, svářeč a majitel malého železářství, je skotského a irského původu. Matka Mary Kathleen, má irské předky. Své dětství prožil v oblasti Kansas City. Maturoval na soukromé jezuitské střední škole Rockhurst High School. Je římský katolík.
V roce 1979 získal na University of Missouri bakalářský titul v oboru ekonomie. Začal pracovat v neziskové organizaci Coro Foundation v Kansas City. Poté začal studovat práva na Harvard Law School. Studium vzápětí načas přerušil, aby se zapojil do práce jezuitského dobrovolnického sboru v Hondurasu, kde od roku 1980 do roku 1981 pomáhal misionářům ve městě El Progreso řídit katolickou školu. Díky této zkušenosti hovoří Kaine plynně španělsky. Na univerzitě promoval v roce 1983.

## Politická kariéra
V hlavním městě státu Virginie, v Richmondu, působil Kaine sedmnáct let v oblasti práva, specializoval se zastupování klientů diskriminovaných kvůli jejich rase či postižení. Již tehdy byl veřejně činný, byl kupř. zakládajícím členem tamní koalice za ukončení bezdomovectví (Virginia Coalition to End Homelessness), byl členem správní rady státu za rovné příležitosti v bydlení apod. V květnu 1994 byl zvolen do městské rady města Richmond. V roce 1998 byl zvolen na post starosty Richmondu. V této funkci působil do roku 2001. Kromě rozsáhlých reforem v sociální oblasti (např. díky jeho prosazení zákona o přísnějších trestech pro ozbrojené zločince se ve městě snížila kriminalita o 55 %) se Kaine velkou měrou podílel na politice rasového smíření (na počátku svého působení ve funkci se černošskému obyvatelstvu veřejně omluvil za otroctví).

### Působení ve funkci guvernéra Virginie

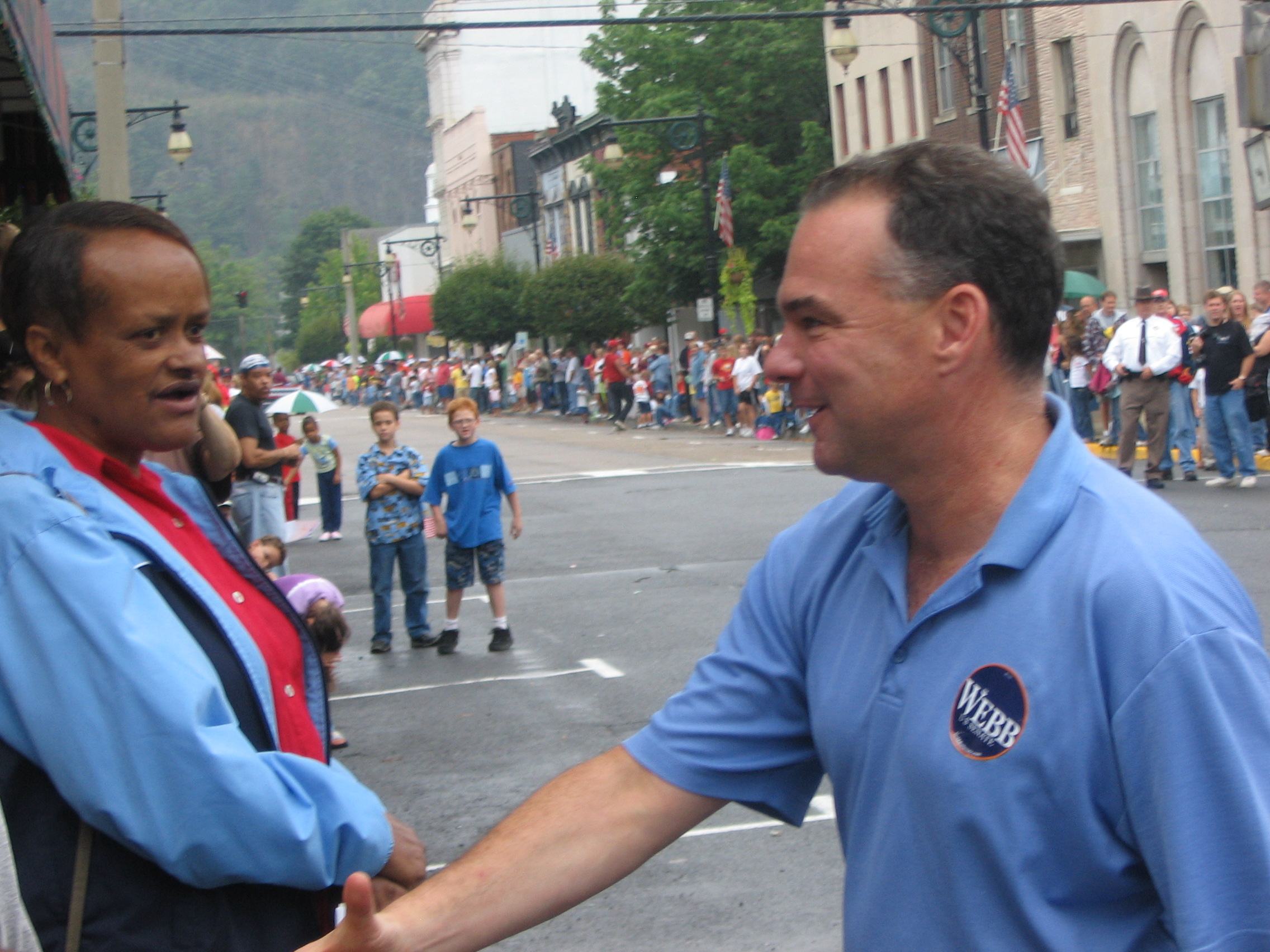
Tim Kaine na oslavách Svátku práce (Labor Day) 4. září 2006 v Covingtonu

V roce 2005 se Kaine ucházel o post guvernéra Virginie. Proti někdejšímu státnímu prokurátorovi, republikánskému kandidátovi Jerrymu W. Kilgoremu byl Kaine považován za outsidera. Přes všechna očekávání a průzkumy veřejného mínění Kaine nakonec zvítězil se ziskem více než jednoho milionu hlasů (51,7 %). Dne 14. ledna 2006 složil Kaine oficiální přísahu.
Za svého působení v této funkci se stal jedním z nejhlasitějších odpůrců Bushovy domácí i zahraniční politiky, ať už se jednalo o kritiku republikánského omezení studentských půjček, stálé snižovaní daní či americkou účast v Iráku. Jako guvernér vyvíjel aktivní ekologickou politiku (podařilo se mu zachránit 1 600 km² půdy před developery) a prosazoval opatření na ochranu životního prostředí. V říjnu 2006 podepsal výkonné nařízení zakazující kouření ve všech vládních budovách a státních automobilech, v březnu 2009 pak zákon zakazující kouření i v restauracích a barech. Virginie se tak stala prvním jižanským státem s těmito pokrokovými opatřeními. V roce 2007 zajistil Kaine desetiprocentní nárůst platů pro zaměstnance pracující v pečovatelských službách. Do zdravotnického sektoru navrhl investovat 42 000 000 dolarů.
Velmi úspěšná byla i jeho ekonomická politika – od roku 2006 do roku 2009 se Virginie pravidelně umisťovala na prvním místě v kategorii „Nejlepší státy pro podnikání“ (Best States For Business), kterou zveřejňoval magazín Forbes.

### Kandidát na viceprezidenta Spojených států
Spekulace o tom, že by se Kaine mohl stát viceprezidentem USA, se objevily již v roce 2008, kdy se o prezidentský úřad ucházel Barack Obama, který si vybral delawarského senátora Joe Bidena. V roce 2016 vyjádřil Kaine plnou podporu prezidentské kandidatuře Hillary Clintonové a během primárek ji aktivně propagoval v sedmi státech. Dne 22. července Clintonová oficiálně oznámila, že si Kaina vybrala jako kandidáta na viceprezidenta. Deník The New York Times přinesl 20. července zprávu o tom, že pro volbu Kaina jako viceprezidenta se soukromě vyslovil i manžel Hillary Clintonové, bývalý prezident Bill Clinton, který ocenil Kainovy zásluhy na domácí i národně-bezpečnostní půdě.

## Politická stanoviska
Svými názory zapadá Kaine do většinového politického proudu Demokratické strany. Podporuje Obamovu iniciativu o volném obchodu, kterou zahájil již Bill Clinton, aktivně se podílí na politice ochrany životního prostředí (kupř. podporuje nové technologie vývoje ekologických paliv). Silně se staví proti diskriminaci žen. Je zásadním odpůrcem trestu smrti, přestože se mu jej nepodařilo během působení ve funkci guvernéra zrušit (v počtu poprav zůstává Virginie za Texasem). Jakkoliv je věřícím katolíkem, v roce 2013 vyjádřil svoji podporu manželství stejného pohlaví, což ještě v roce 2005 popíral.

## Osobní život
V roce 1984 se Kaine oženil s Annou Bright Holtonovou, dcerou bývalého guvernéra Virginie A. Linwooda Holtona mladšího, s níž se seznámil během svých vysokoškolských studií. Mají spolu tři děti: Nata, Woodyho a Anellu.
V květnu 2020 byla u něj a u jeho manželky potvrzena přítomnost protilátek vytvořených po prodělání nemoci covid-19. Nakaženi koronavirem SARS-CoV-2 byli pravděpodobně na začátku dubna, kdy Anna jevila mírné příznaky, avšak kvůli nedostatku testů oba pouze zůstali v izolaci.